# Nadgrad
Nadgrad – wieś w Słowenii, w gminie Slovenska Bistrica. W 2018 roku liczyła 58 mieszkańców.